# Лидс Тайкс
«Лидс Тайкс» (англ. Leeds Tykes) — английский регбийный клуб из Лидса. Основан путём объединения клубов «Хедингли» (1878—1992) и «Раундхей» (1924—1992), представлявших одноимённые районы Лидса.
Клуб выступал в высшем дивизионе английского регби, Премьершипе, в сезонах 2001/02 — 2005/06, 2007/08, 2009/10 — 2010/11. «Лидс Тайкс» являются трёхкратными победителями второго эшелона английского регби (2000/01, 2006/07, 2008/09; в то время турнир проводился под названием National Division One). В 2005 году команда из Лидса выиграла Кубок Англии (турнир прошёл под названием Powergen Cup).
В 1998—2007 годах клуб носил название «Лидс Тайкс» (англ. Leeds Tykes). 14 мая 2007 года было объявлено, что 51 % акций клуба будет приобретён Городским университетом Лидса. Параллельно было изменено и название команды: клуб получил новое имя в честь спортивного факультета университета — колледжа Карнеги. Вместе с тем, в конце сезона 2008/09 права на клуб вернулись к предыдущим владельцам. До 2014 года команда называлась «Лидс Карнеги» (англ. Leeds Carnegie), в 2014—2020 гг. — «Йоркшир Карнеги» (англ. Yorkshire Carnegie).

Логотип команды «Лидс Карнеги» до 2014 года

## Игроки прошлых лет
- Дамьен Тюссак
- Аарон Персико
- Джастин Маршалл
- Эрик Лунд
- Джордж Хардер
- Карл Хогг